# Condado de Shoshone
El condado de Shoshone (en inglés: Shoshone County), fundado en 1864, es uno de los 44 condados del estado estadounidense de Idaho. En el año 2000 tenía una población de 13.771 habitantes con una densidad poblacional de 4 personas por km². La sede del condado es Wallace.

## Geografía
Según la Oficina del Censo, el condado tiene un área total de 6826 km² (2635,5 mi²), de la cual 6822 km² (2634,0 mi²) es tierra y 4 km² (1,5 mi²) (0.06%) es agua.

### Condados adyacentes
- Condado de Bonner - norte
- Condado de Kootenai - oeste
- Condado de Benewah - oeste
- Condado de Latah - suroeste
- Condado de Clearwater - sur
- Condado de Mineral - este
- Condado de Sanders - este

### Carreteras
- - Interestatal 90

## Demografía
En el 2000 la renta per cápita promedia del condado era de $28,535, y el ingreso promedio para una familia era de $35,694. En 2000 los hombres tenían un ingreso per cápita de $30,439 versus $18,831 para las mujeres. El ingreso per cápita para el condado era de $15,934. Alrededor del 16.40% de la población estaba bajo el umbral de pobreza nacional.

## Comunidades

### Ciudades
- Kellogg
- Mullan
- Osburn
- Pinehurst
- Smelterville
- Wallace
- Wardner

### Comunidades no incorporadas
- Avery
- Big Creek
- Burke
- Cataldo
- Clarkia
- Murray
- Pine Creek
- Silverton